# Eazy-E
Eazy-E, właśc. Eric Lynn Wright (ur. 7 września 1964 w Compton, zm. 26 marca 1995 w Los Angeles) – amerykański raper występujący solo oraz w grupie hip-hopowej N.W.A, uważany niekiedy za „ojca chrzestnego” gangsta rapu. Syn Richarda i Kathie Wright, urodzony w Compton w Kalifornii. Był członkiem gangu Crips. Jego najstarszy syn także jest raperem, działa pod pseudonimem Lil Eazy-E.
Gdy Wright podjął decyzję o porzuceniu szkoły w dziesiątej klasie, utrzymywał się głównie ze sprzedaży narkotyków, a pozyskane pieniądze inwestował w wytwórnię, którą nazwał Ruthless Records. Po pewnym czasie dołączyli do niej Ice Cube, DJ Yella, MC Ren, The D.O.C. i Arabian Prince. W 1988 roku ukazał się ich najbardziej kontrowersyjny album Straight Outta Compton. Grupa wydała dwa albumy, po czym się rozwiązała.
Eazy był bardzo rozpoznawalny ze względu na swój charakterystyczny wysoki głos oraz niski wzrost. W swoich utworach głównie mówił o problemach z policją, przemocy, seksie oraz narkotykach. Jego inspiracje obejmowały grupy funkowe, ówczesnych raperów i komików, zespoły George’a Clintona. Krytyk muzyczny Steve Huey na łamach serwisu Allmusic uznał, iż, pomimo że jego techniczne umiejętności nigdy nie były najlepsze, to teksty i niezaprzeczalna charyzma uczyniły go „gwiazdą”.

## Wczesne lata
Eric Lynn Wright urodził się 7 września 1964 roku w kalifornijskim Compton na przedmieściach Los Angeles, znanym z notorycznej aktywności gangów i przestępczości. Jego rodzicami byli Richard i Kathie Wright. Ojciec był pracownikiem poczty, a jego matka pracowała jako nauczycielka. Uczęszczał do Taft High School w Woodland Hills, z której w 10 klasie został wyrzucony. Później dołączył do gangu Kelly Park Compton Crips. Wtedy zaczął głównie utrzymywać się z handlu narkotykami.
W 1986 roku, w wieku 22 lat, rzekomo zarobił ponad 250 tys. dolarów amerykańskich ze sprzedaży narkotyków. Wtedy postanowił, że postara się odmienić scenę hip-hopową, która rosła w dużą popularność. Swoje pierwsze utwory nagrywał w połowie 1980 roku, w garażu swoich rodziców.
Pomysł na Ruthless Records pojawił się, gdy Wright zaproponował jego przyjacielowi Jerry’emu Hellerowi, aby razem z nim przeszedł do biznesu. Wright zaproponował, że obaj dostaną po 50 procent dochodów firmy, ale później zdecydowano, że Wright dostanie osiemdziesiąt procent przychodów, a Heller tylko dwadzieścia procent. Ostatecznie Wright zainwestował ponad milion dolarów na rozwój firmy.

## Kariera

### Grupa N.W.A (1987–91)
Grupa N.W.A została założona w 1986, gdy Ice Cube napisał pierwszy utwór dla Eazy’ego-E zwany „Boyz-n-the-Hood”. Początkowo jej członkami byli: Eazy, Cube i Dre, ale w późniejszym czasie dołączyli do niej DJ Yella, MC Ren, The D.O.C. oraz Arabian Prince (1987-88). Debiutancki album grupy wyszedł w sierpniu 1988 roku pod nazwą Straight Outta Compton. Na albumie znajdowały się bardzo kontrowersyjne utwory. Jednym z nich był „Fuck tha Police”, który znacznie przyczynił się do wzrostu popularności grupy. Album jest do dziś uważany za jeden z najważniejszych albumów w historii gangsta rapu i sprzedał się w ilości ponad 2 milionów kopii. Niedługo po premierze, z grupy odszedł Ice Cube, który pokłócił się z Eazy’m o to, iż według niego Eric nierówno dzieli pieniądze pomiędzy członkami grupy. W 1990 wyszła EP od N.W.A – 100 Miles and Runnin’, która pomimo 5 utworów cieszyła się dużą popularnością. Na albumie pojawił się diss na Ice Cube’a „Real Niggaz”. W 1991 roku wyszedł już ostatni album N.W.A Niggaz4Life. Album odniósł olbrzymi sukces i trafił na pierwsze miejsca list przebojów. Najbardziej znane piosenki z tego albumu to „Alwayz into Somethin’” i „Appetite For Destruction”. Do „Alwayz Into Somethin” został nakręcony teledysk. Na tym utworze zostało umieszczonych wiele ataków w stronę Ice Cube’a, na które on odpowiedział swoim dissem „No Vaseline”. N.W.A pozostawiło ten utwór bez odpowiedzi. W tym samym roku N.W.A się rozpadło. Dre odszedł z powodu kwestii finansowych i dołączył do Death Row, co zapoczątkowało nowy spór.

### Kariera solowa (1991–95)
Eazy już we wrześniu 1988 roku nagrał jeden album solowy, który uzyskał niesamowity debiut – „Eazy-Duz-It”. Album sprzedawał się w liczbie ponad 3 milionów egzemplarzy, zyskując status podwójnej platyny. Kolejnym albumem była 18 minutowa „5150: Home 4 Tha Sick”, na której są między innymi utwory „Neighborhood Sniper” czy „Only If You Want It”.
Pod koniec 1992 roku Dre wydał solowy album The Chronic, na którym zaatakował Eazy’ego, co zapoczątkowało nowy beef. Eric nie pozostał dłużny i wydał album It’s On (Dr. Dre) 187um Killa. Na albumie Eazy’ego został umieszczony diss „Real Muthaphuckkin G’s”.
Na albumie znajdowały się również 
„Any Last Werdz”, „Still A Nigga” i „Down 2 Tha Last Roach”.
W utworze „Real Muthaphuckkin G’s” wystąpili również Dresta i B.G. Knocc Out.

## Śmierć
W marcu 1995 roku Eazy-E trafił do szpitala z podejrzeniem astmy, jednakże badania wykazały AIDS, a 26 marca o 18:35 umarł z powodu zapalenia płuc wywołanego AIDS. Tuż przed śmiercią zdążył pogodzić się z Dr. Dre oraz z Ice Cube’em. Został pochowany 7 kwietnia 1995 na cmentarzu Rose Hills Memorial Park w Whittier, w Kalifornii.
Pośmiertne albumy Eazy’ego-E to Str8 Off tha Streetz of Muthaphukkin Compton wydany 30 stycznia 1996 roku, Impact of a Legend (zawierający niewydane utwory i remiksy) oraz Featuring... Eazy-E (zawierający utwory, na których gościnnie pojawił się zmarły raper i 3 piosenki niewydane wcześniej).

## Dyskografia
- Eazy-Duz-It (1988)
- 5150: Home 4 tha Sick (1992)
- It’s On (Dr. Dre) 187um Killa (1993)
- Eternal E (1995)
- Str8 Off tha Streetz of Muthaphukkin Compton (1996)
- Impact of a Legend (2002)
- Featuring... Eazy-E (2007)